# Бертран, Людовик
Святой Людовик Бертран (Луис Бертран, исп. Luis Bertrán; 1 января 1526, Валенсия — 9 октября 1581, Валенсия) — католический святой, миссионер из ордена доминиканцев, «апостол Южной Америки».

## Биография

### Ранние годы
Людовик Бертран родился 1 января 1526 года в Валенсии в благочестивой и глубоко верующей дворянской семье. По линии отца он был потомком святого Винсента Феррера, великого доминиканского проповедника. Этот факт привёл к тому, что Людовик с юных лет мечтал стать монахом-доминиканцем.
Отец сопротивлялся этим планам, так как хотел чтобы Людовик унаследовал его состояние и опасался, что слабое здоровье юноши может не выдержать тягот монашеской жизни. Несмотря на сопротивление семьи Людовик примкнул к отцам-доминиканцам монастыря Святого Доминика в Валенсии и, так как был слишком юн для пострига, прислуживал монахам и работал в монастырском саду. 26 августа 1544 года в 18-летнем возрасте он поступил в новициат, а после испытательного срока принёс обеты в ордене проповедников.
Людовик Бертран отличался мягким, но в то же время серьёзным характером. Хотя от природы он не был одарён выдающимися интеллектуальными способностями, которыми прославились многие из святых доминиканского ордена, благодаря усердию в учёбе он преуспел в изучении богословия и риторики. В 1547 году он был рукоположен в священники архиепископом Валенсии, святым Фомой из Вильянуэвы, после чего назначен наставником доминиканских новициев в валенсийском монастыре. Бертран мечтал о миссионерской деятельности, его планы разделял и младший брат, который также стал доминиканцем, однако умер, даже не успев завершить учёбу.
В 1557 году в Валенсии вспыхнула эпидемия чумы. Людовик Бертран самоотверженно служил нуждающимся, рискуя жизнью ухаживал за больными, и собственными руками хоронил умерших. Вскоре он приобрёл славу талантливого проповедника, число желающих послушать его проповеди было таково, что их не вмещал даже кафедральный собор города, Бертрану приходилось проповедовать на площадях.

### Миссионерская деятельность

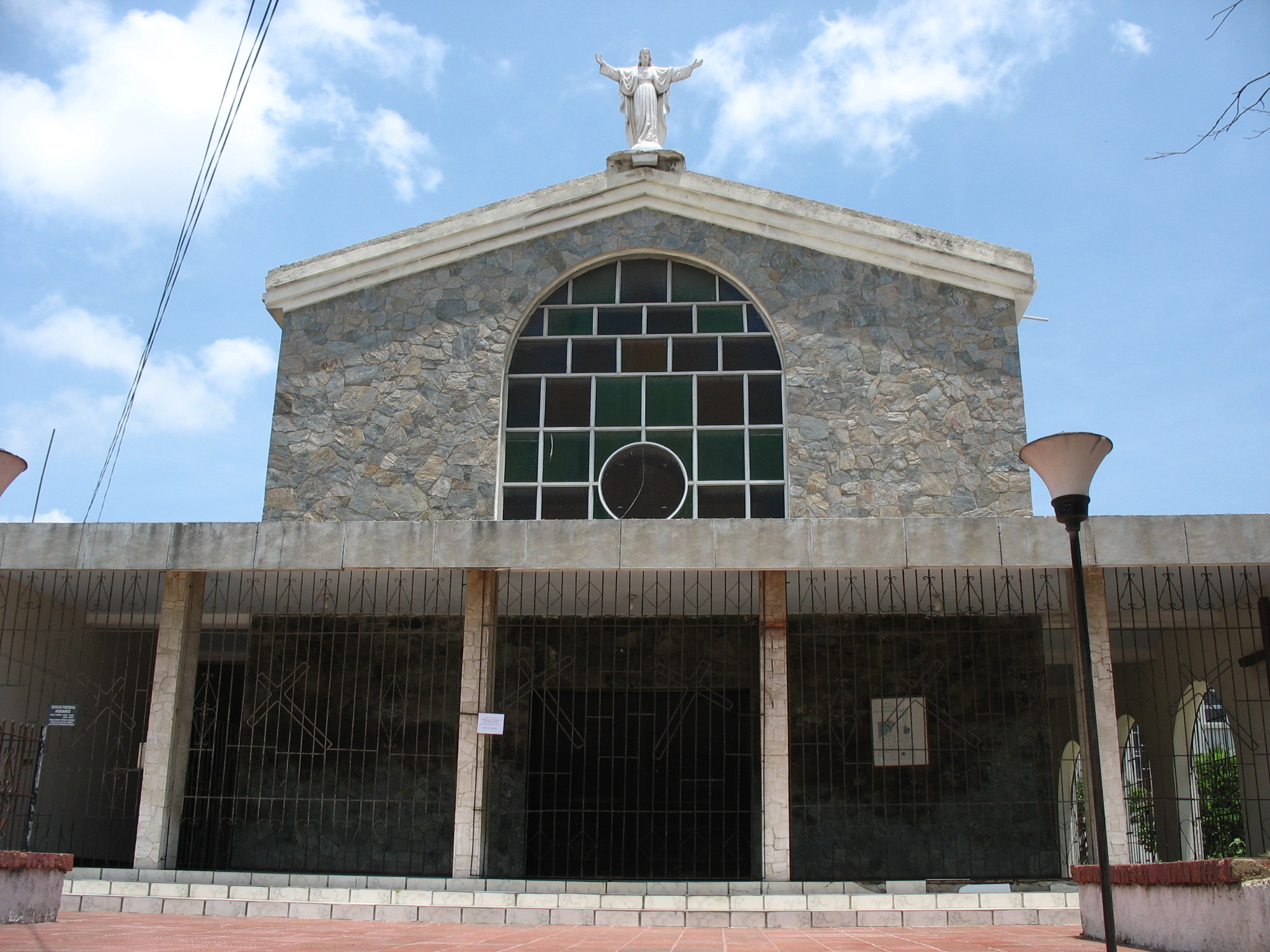
Церковь Святого Луиса Бертрана в Барранкилье

Несмотря на популярность в родном городе Людовик Бертран не оставил своих миссионерских планов. Получив разрешение настоятеля, в 1562 году он отправился в Южную Америку, в колумбийскую Картахену, где с одобрения церковных властей начал активно проповедовать Евангелие по всей стране. Оттуда он был отправлен в Панаму, где за сравнительно короткое время обратил в христианство около 6000 человек. Его следующая миссия была в Тубаре, расположенной на полпути между городом Картахеной и рекой Магдалена. Историк Антуан Турон оценивает число обращённых там в 10 000 человек.
Многие индейцы в этот период, познав на себе притеснения со стороны конкистадоров, с подозрением, а нередко и враждой, относились к христианским миссионерам и испанцам вообще. Тем не менее деятельность Людовика Бертрана была успешной, записи в церковных книгах показывают, что число обращённых им индейцев исчислялось десятками тысяч человек. Согласно церковному преданию, святой обладал чудесным даром: несмотря на то, что проповеди он говорил по-испански, индейцы из различных племён слышали его говорящим на их наречиях.
Святой Людовик Бертран защищал коренных жителей от притеснений испанских завоевателей, сотрудничая в этом с Бартоломе де Лас Касасом, что принесло ему дополнительные симпатии индейцев.
После проповеди в самых различных, включая труднодоступные, регионах Колумбии Бертран перенёс свою деятельность на Подветренные Антильские острова среди карибов. Известно также о его успешном миссионерстве среди коренного населения островов Сент-Винсент и Сент-Томас.

### Возвращение в Испанию

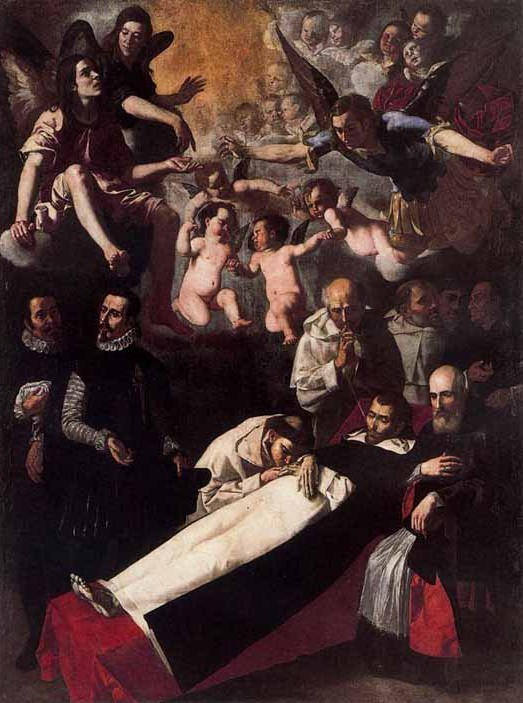
Х. де Эспиноса. Смерть святого Людовика Бертрана (XVII век)

Святой Людовик Бертран пользовался славой знаменитого миссионера, его называли «апостолом Южной Америки». Однако длительные пешие переходы, предпринимаемые им во время своих пасторских путешествий, привели к заболеваниям ног и сильному ухудшению здоровья. Понимая, что из-за проблем со здоровьем дальнейшая миссия невозможна, Людовик Бертран в 1569 году вернулся в Испанию.
Новости о самоотверженной и успешной миссии земляка достигли Валенсии, поэтому горожане встречали святого Людовика Бертрана овациями и окружили большим почётом. Последние годы жизни он служил приором монастыря в Валенсии и занимал различные должности в структуре доминиканского ордена. Слава Бертрана распространилась далеко за пределы Валенсии, важные чины при испанском дворе приезжали к нему просить совета в государственных делах.
В 1580 году во время проповеди в кафедральном соборе его поразил удар, после которого он остался прикованным к постели до самой смерти. Скончался 9 октября 1581 года в Валенсии.

## Прославление
19 июля 1608 года папа Павел V беатифицировал Людовика Бертрана, а папа Климент X 12 апреля 1671 года канонизировал его.
Первоначально день памяти святого приходился на 10 октября, после Второго Ватиканского собора был передвинут на 9 октября.